# Raleigh (Illinois)
Raleigh és una població dels Estats Units a l'estat d'Illinois. Segons el cens del 2000 tenia 330 habitants.

## Demografia
Segons el cens del 2000, Raleigh tenia 330 habitants, 144 habitatges, i 94 famílies. La densitat de població era de 64,7 habitants/km².
Dels 144 habitatges en un 31,9% hi vivien nens de menys de 18 anys, en un 50,7% hi vivien parelles casades, en un 10,4% dones solteres, i en un 34,7% no eren unitats familiars. En el 32,6% dels habitatges hi vivien persones soles el 13,9% de les quals corresponia a persones de 65 anys o més que vivien soles. El nombre mitjà de persones vivint en cada habitatge era de 2,29 i el nombre mitjà de persones que vivien en cada família era de 2,93.
Per edats la població es repartia de la següent manera: un 25,8% tenia menys de 18 anys, un 8,8% entre 18 i 24, un 24,8% entre 25 i 44, un 22,1% de 45 a 60 i un 18,5% 65 anys o més.
L'edat mediana era de 38 anys. Per cada 100 dones de 18 o més anys hi havia 76,3 homes.
La renda mediana per habitatge era de 25.000 $ i la renda mediana per família de 37.857 $. Els homes tenien una renda mediana de 36.667 $ mentre que les dones 16.071 $. La renda per capita de la població era de 13.054 $. Aproximadament el 21,8% de les famílies i el 29,4% de la població estaven per davall del llindar de pobresa.

## Poblacions més properes
El següent diagrama mostra les poblacions més properes.